# 路易丝号护卫舰
路易丝号是德意志帝国海军于19世纪70年代初建造的阿里阿德涅级护卫舰的二号舰，以当时的巴登大公夫人路易丝命名，其姊妹舰还包括有阿里阿德涅号和弗蕾亚号。作为奥普战争后大规模海军扩张计划的一部分，该舰于1871年的普法战争期间在但泽帝国船厂开建。它于1872年12月下水，至1874年6月交付使用。路易丝号是一艘小型军舰，仅装备有八门火炮。它最初被定型为平甲板护卫舰，自1884年起又重归类为巡洋护卫舰。
路易丝号在服役生涯的早期阶段曾进行过两次重要的海外巡航，均前往东亚水域。第一次从1875年持续到1877年；该舰在巡航期间到访了中国诸港，以保护德国的利益并宣示主权。第二次从1878年持续到1880年，经历了类似的活动，惟在编入东亚支舰队服役期间，它是担任该部队的旗舰。在回国途中，该舰曾试图就德国与马达加斯加之间的争端进行谈判，但一场强烈的风暴迫使它在达成和解之前便离开。1881年，路易丝号被改装成一艘训练舰，并在此后的大部分服役生涯中一直从事该职。它进行了数次海外训练巡航，于1881－1882年和1885年两度访问美洲。1886年和1887年，该舰也曾负责将轮替船员运送到驻扎在德属西非的炮舰上。路易丝号于1892年被拆为废船，继而于1894－1896年间充当鱼雷试验舰，至1896年12月从海军名录中除籍。第二年，它作废品出售，并在汉堡拆解报废。

## 设计
作为1867年舰队计划的一部分，北德意志邦联议会于1867年10月24日通过了订购三艘阿里阿德涅级护卫舰的提案，这是一项旨在加强北德意志邦联海军在普奥战争后的扩张计划。该计划总共需要20艘螺旋桨护卫舰，主要用于海外部署。路易丝号的设计方案于1869年便已完成制定，但由于普法战争的爆发，建造工作被推迟到了1871年，即德意志帝国海军成立后。
路易丝号的水线长和全长分别为65.8米和68.16米，有10.8米的舷宽以及4.8米的前吃水和5.7米的后吃水；其设计排水量为1,692吨，满载时则可达2,072吨。标准船员编制为12名军官和220名水兵。该舰由一台卧式三缸双胀蒸汽机提供动力，用以驱动一副直径为4.56米的四叶螺旋桨；蒸汽则由四台燃煤箱型火管锅炉供应，这使得它在2,329匹公制馬力（1,713千瓦特）额定功率下的最高航速可达14.1節（26.1每小時），并且能够以10節（19每小時）的速度连续航行1,340海里（2,480）。为了在煤炭可能稀缺的海外长期部署时作为蒸汽机的辅助动力，路易丝号在竣工时曾配备有总帆面积为1,582平方米的全帆装索具，但1873年又改为三桅帆样式，帆面积亦相应减少。
路易丝号装备有六门150毫米22倍径后装式箍炮和两门120毫米23倍径箍炮，全数布置在舷侧。1882年，它又加装了多四门37毫米转膛炮。

## 服役历史
1871年6月,位于但泽的帝国船厂开始为一艘新护卫舰铺设龙骨。新舰于1872年12月16日下水，没有举行任何庆祝活动，惟以当时的巴登大公夫人路易丝命名。舾装工作一直持续至1874年中期。因舰只计划在东亚运用，故采用了宽敞的内部设计。路易丝号于1874年6月4日投运，随即展开海试。相关的调试于7中旬结束后，它被转移至威廉港。该舰本应直接投入海外使用，但由于可供调配的军官人数不足，阻碍了计划中的海外部署。结果，这艘护卫舰只能于8月26日暂时退役。

### 第一次海外部署

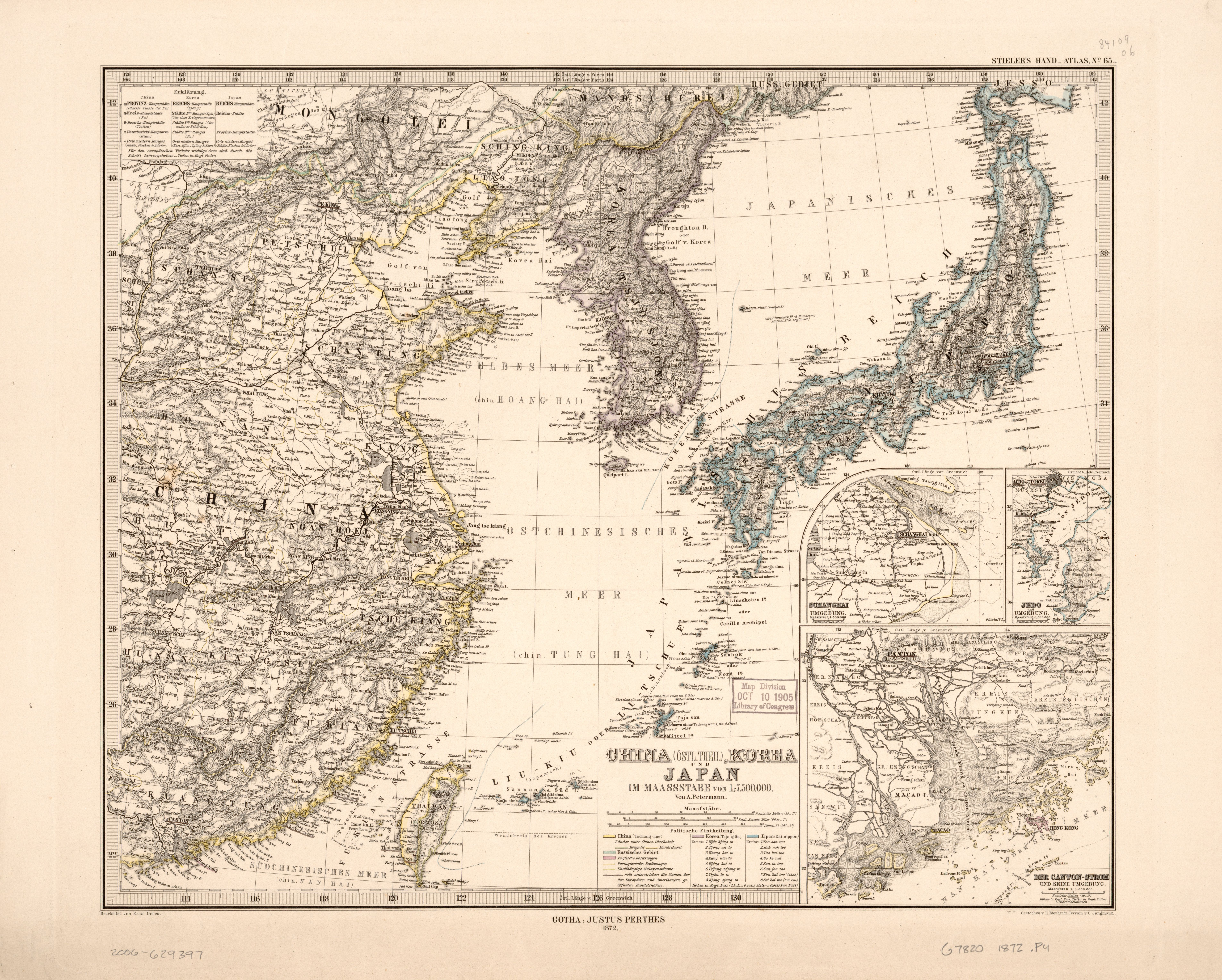
德国人于1872年绘制的东亚地图

路易丝号于1875年初重新启用，在德国水域与主力舰队共同进行训练作战。它在同年年底被派往海外执行任务，于10月11日开始整备。10月26日，该舰从威廉港启程，先是横渡大西洋到达巴西的里约热内卢，然后绕过好望角进入印度洋。它于1876年4月1日抵达澳大利亚的墨尔本，由于舰上多人发烧，而被迫在当地停留了两个星期。从那里，路易丝号进一步航行至菲律宾苏禄群岛的主岛霍洛岛。在首府霍洛，当地居民拒绝为德国商人交付的货物付款，后者遂向外交部寻求帮助。为此，路易丝号奉命追讨这些未偿债务，但它无法做到，因为在反抗西班牙殖民政府的起义中，镇上的居民已将当地付之一炬，并逃到了岛上的内陆。
1876年7月1日，路易丝号到香港与驻扎在东亚的德国分舰队会合，并接替了准备返回德国的姊妹舰阿里阿德涅号。7月13日，由于德国驻华公使担心英国在当地建立自由港的要求会引起中国人的骚乱，路易丝号遂跟随分舰队旗舰、盖甲板护卫舰菲内塔号离开香港，驶往烟台。到9月底，骚乱的威胁已经消退，因此在10月1日，路易丝号开始对中国的各个港口展开访问。1877年1月底，该舰前往上海，以确保清朝政府已取消对德国的进口货物征税。然后，它沿长江驶向芜湖，宣示主权并进行水道测量。在芜湖附近的工作完成后，路易丝号前往日本长崎接受大修。在此期间，英国铁甲舰无畏号因阵风影响而意外与它相撞，压碎了路易丝号的三艘舰载艇、破坏了一台船吊和第二斜桅。修理完成后，路易丝号收到了返回德国的命令；它于1877年5月7日离开长崎，至9月1日抵达威廉港。1878年初，该舰进入船厂进行现代化改造，其中包括更改其索具样式，使总帆面积从1,582平方米减少为1,049平方米。

### 第二次海外部署
路易丝号于1878年11月20日在海军少校鲁道夫·舍林（Rudolph Schering）的指挥下重新启用，开始另一次海外部署，并于12月3日离开威廉港前往东亚。不同于首次航行，它此次是行经苏伊士运河。1879年1月26日，在从亚丁前往孟买的途中，该舰与正在进行科学考察的德国护卫舰瞪羚号和英国护卫舰挑战者号一起，于十二处不同的方位收集了深海温度及盐度样本。路易丝号随后在孟买和加尔各答停留，这是德国军舰第一次到访加尔各答。它继续前往香港，于5月初抵达，接替了其姊妹舰弗蕾亚号，并于5月中旬与正在归国途中的盖甲板护卫舰莱比锡号会合。舍林少校从莱比锡号舰长、海军上校卡尔·帕申手中接过东亚最高阶军官的职能，从此全权指挥驻扎在东亚的德国军舰。
从1879年6月开始，路易丝号巡视日本诸港，有时盖甲板护卫舰阿达尔贝特亲王号也会随行。8月，该舰在朝鲜海峡共进行了十次深海勘测。1880年3月和4月，由于中国沿海地区发生动乱，路易丝号遂率炮舰独眼巨人号和狼号驻泊至上海，以保护居住在当地的德国公民。4月24日，随着局势逐渐缓和，这艘护卫舰得以离开上海前往香港，并履行4月1日收到的归国命令。在完成航行准备工作后，它于7月3日离开香港，前往马达加斯加，在返回德国途中完成外交任务。8月16日，舍林中校及其5名军官在塔马塔夫会见了马达加斯加王国首相赖尼莱亚里沃尼。这次行程的原因是法国在马达加斯加的殖民野心引发了仇外情绪，致使王国拒绝承认新任命的德国公使。但即将来临的强烈风暴阻碍了进一步的谈判，路易丝号不得不在翌日离岛，以抵御风暴。由于舰只的燃煤库存供应也捉襟见肘，舍林被迫继续行程。该舰前往西蒙斯敦补充煤炭，然后继续前往威廉港，于11月9日抵达那里，至11月20日退役。

### 训练舰役期

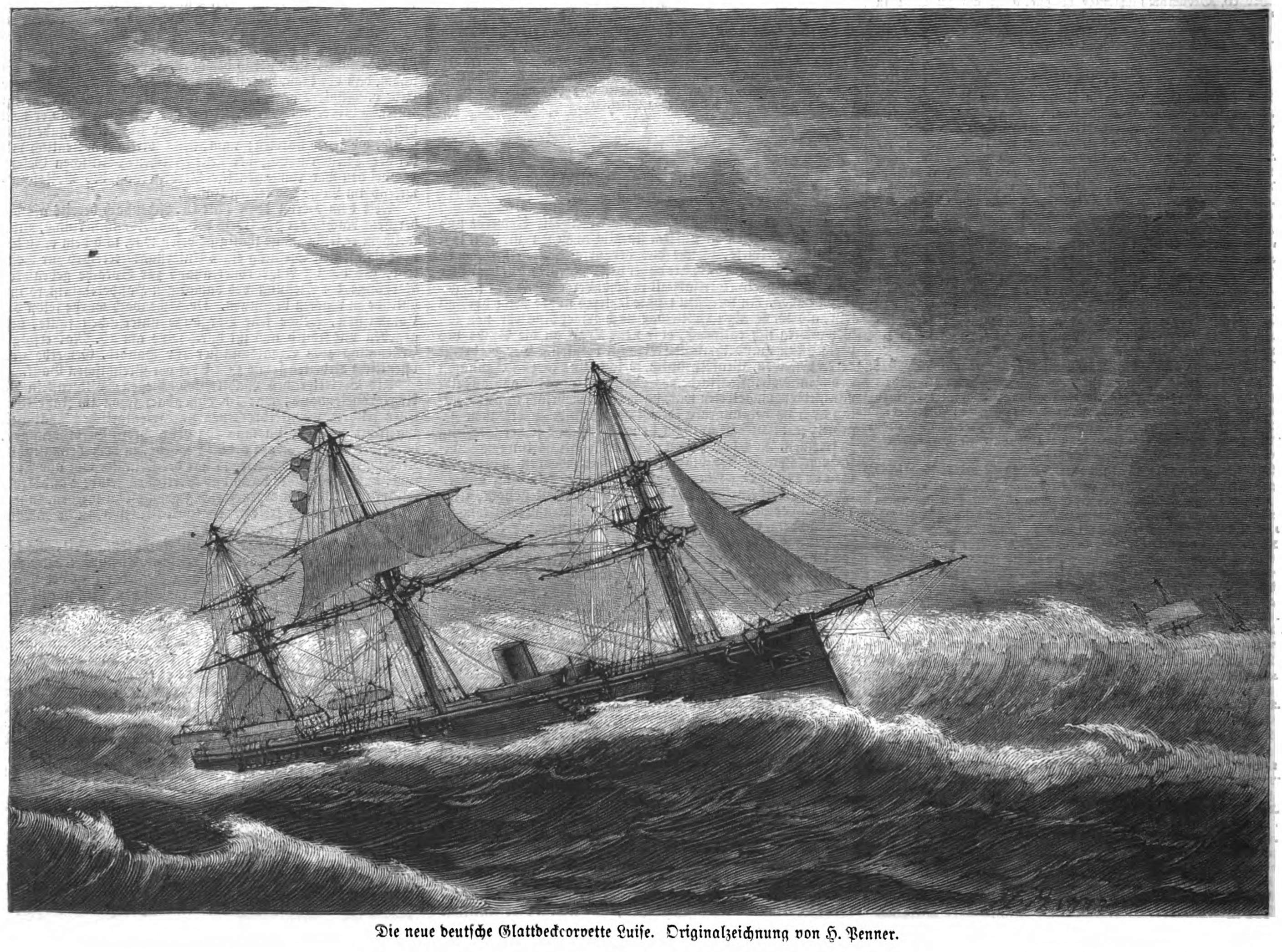
描绘了路易丝号在巨浪中的插画

1881年初，路易丝号被改装为一艘实习水兵的训练舰，并自4月15日开始服役。从5月18日到6月中旬，它在德国沿岸的波罗的海进行了一次训练巡航，然后于6月19日展开前往北美、中美和南美洲的海外拉练。该舰沿途访问了许多港口，包括加拿大的哈利法克斯和英属圭亚那的乔治敦。当1882年9月4日返抵基尔后，路易丝号又被抽调参加了在波罗的海举行的舰队演习，受以腓特烈·卡尔号铁甲舰为旗舰的海军少将威廉·冯·维克德指挥。演习结束后，路易丝号于9月25日退役。
鉴于此时的舰况已开始恶化，于是路易丝号从1883年3月底到4月初曾临时启用，以便从基尔转移至但泽的帝国船厂进行彻底的大修。这项工作一直持续到1885年2月，然后它于当月24日重新入役，在完成了数次试航后继续其训练职责。从5月11日起，该舰在波罗的海进行了一次简短的训练巡航，继而从6月1日开始了第二次海外拉练之旅，继续前往美洲。返程途中，路易丝号经爱尔兰的皇后镇前往考斯，代表德国参加参加1886年的英国海军海上阅兵。它于8月10日离开考斯，在9月10日抵达威廉港之前还分别到访了格雷夫森德和利斯。
抵达威廉港后，路易丝号又立即接到命令，将轮替船员运送到驻扎在德属西非的炮舰独眼巨人号和苍鹰号。这是由于海军希望节省租用商船的费用。它航行到喀麦隆的杜阿拉，转移新的船员，并于1887年1月26日回到威廉港。该舰于2月10日转移至基尔，在那里缩减了船员编制。将近两个月后，即1887年4月5日，随着船员恢复满编，路易丝号重新以训练舰身份服役，继而在北海和波罗的海巡航。6月3日，它在基尔出席了威廉皇帝运河的开凿仪式。该舰继续在德国水域巡航直至9月9日；六天后，它退役并被编入预备役搁置。
仅仅一个月后，即1887年10月15日，路易丝号便重新启用，并再次承担了将德国炮舰的新船员带到西非并将原有船员带回国的任务。旅程于10月24日在基尔启程，至12月17日抵达杜阿拉。十天后，该舰离开西非开始回程，于1888年2月18日在基尔结束。它于2月20日再度退役并安置在预备役，直到4月又以训练舰身份重新启用。路易丝号在这次役期中仅在波罗的海进行过一次训练巡航，然后于9月29日退役。1889年，它在基尔帝国船厂接受大修，因此未及于当年投入使用。但在1890年和1891年，该舰都曾作为训练舰服役，并参加了这两年的舰队演习。路易丝号于1892年被拆为废船并常驻基尔，列为“特殊用途船舶”（Schiffen für besondere Zwecke），后改称“港埠用船”（Hafenschiffe）。从1894年11月至1895年4月16日，它充当鱼雷测试船再次投运，主要在基尔峡湾活动。1896年12月19日，路易丝号正式从海军名录中除籍。第二年，帝国海军作价54,187金马克将其售予拆船商，并在汉堡拆解报废。